# Rommelsbach (Lieser)
Der Rommelsbach ist ein rechter Zufluss der Lieser im rheinland-pfälzischen Landkreis Bernkastel-Wittlich.
Er hat eine Länge von 4,9 km und ein Einzugsgebiet von 11,3 km².

## Verlauf
Der Bach entspringt auf der Gemarkung von Bergweiler nahe der Bundesautobahn 60 auf 263 m ü. NHN und fließt in östlicher Richtung nach Wittlich. Er nimmt auf der linken Seite den Bach am Haukopf (2,3 km) mit dem Waldgraben (1,2 km) und auf der rechten Seite den Bach vom Hof Breit (3,8 km) auf. Er mündet in der Stadtmitte von Wittlich auf 156 m ü. NHN.
Dort befinden sich auf der linken Seite der Stadtpark Wittlich und der Parkplatz Zentrum mit über 500 Parkplätzen.
Die Kreisstraße 44 verläuft weitgehend parallel und südlich des Baches.